# 里奧孔戈阿里巴 (切皮加納區)
里奧孔戈阿里巴（西班牙語：Río Congo Arriba），是巴拿馬的城鎮，位於該國東部，由達連省的切皮加納區負責管轄，面積329.5平方公里，2010年人口1,916，人口密度每平方公里5.8人。